# Edgcote
Edgcote – wieś w Anglii, w hrabstwie Northamptonshire, w dystrykcie (unitary authority) West Northamptonshire. Leży 29 km na południowy zachód od miasta Northampton i 105 km na północny zachód od Londynu.